# Église Saint-Michel de Lescure-d'Albigeois
L'église Saint-Michel de Lescure-d'Albigeois est une église catholique située à Lescure-d'Albigeois, en France. Elle est classée au titre des monuments historiques en 1883.

## Localisation
L'église est située dans le département français du Tarn, sur la commune de Lescure-d'Albigeois.

## Historique
Construite à partir du milieu du XIe siècle et achevée en 1153, elle dépend originellement de l'abbaye Saint-Michel de Gaillac, en tant que prieuré. 
Au XIXe siècle, on redécouvre certains décors peints, restaurés en 1994. Elle est aujourd'hui désacralisée.

## Architecture
Aujourd'hui entourée d'un cimetière, l'emplacement de celui-ci était anciennement occupé par les bâtiments du prieuré, auxquels on accédait par une porte, désormais murée, dans l'église.

Cette dernière abrite de nombreux chapiteaux liturgiques, présentant par exemple le sacrifice d'Abraham. Le portail d'entrée en possède lui-aussi, avec encore le même événement, mais aussi une représentation d'un supplice en enfer, la punition de la femme luxurieuse, Adam et Ève, ou encore la crucifixion de Jésus. Ont été retrouvées trente-cinq pierres tombales disséminées dans l'édifice.

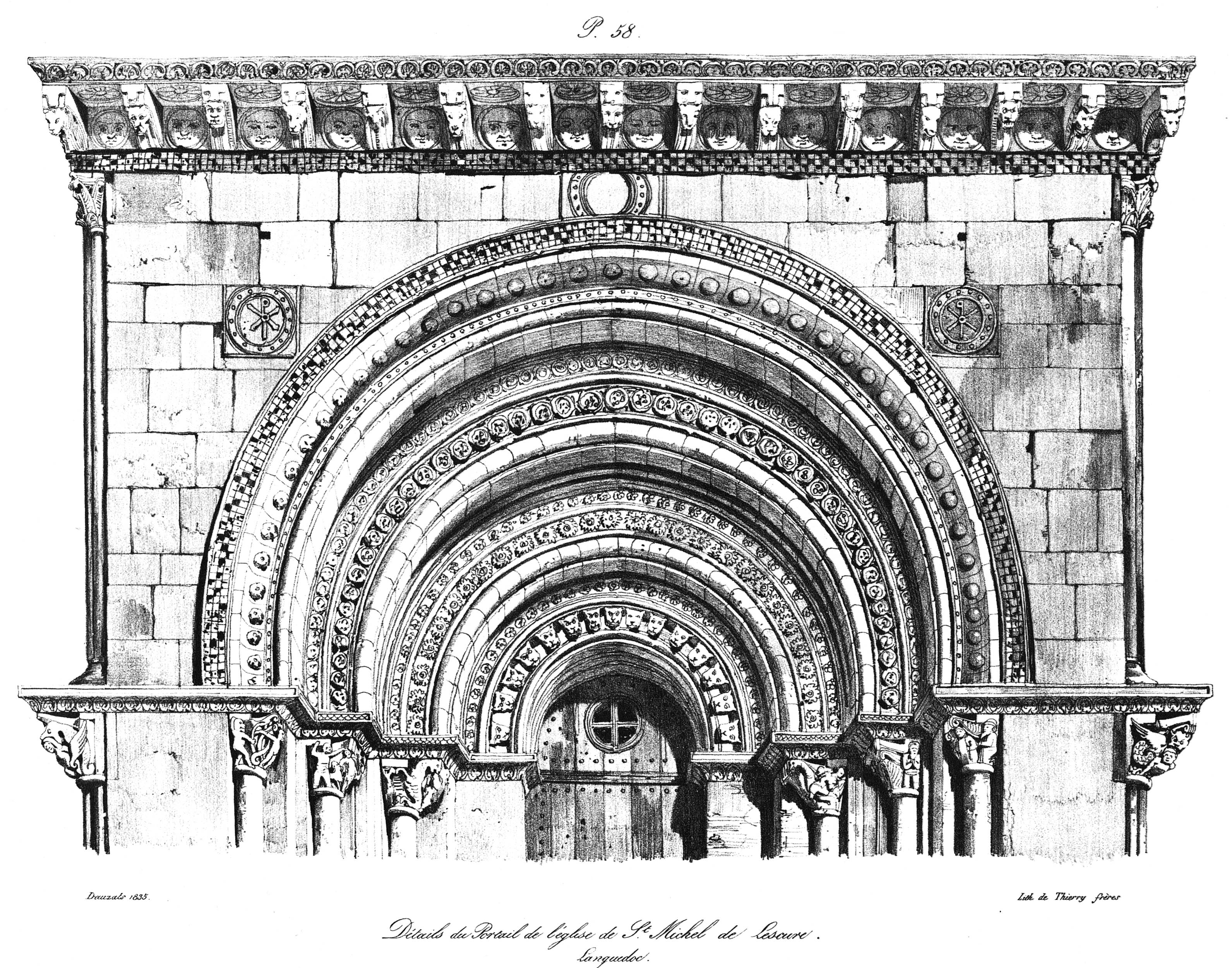
Portail, lithographie
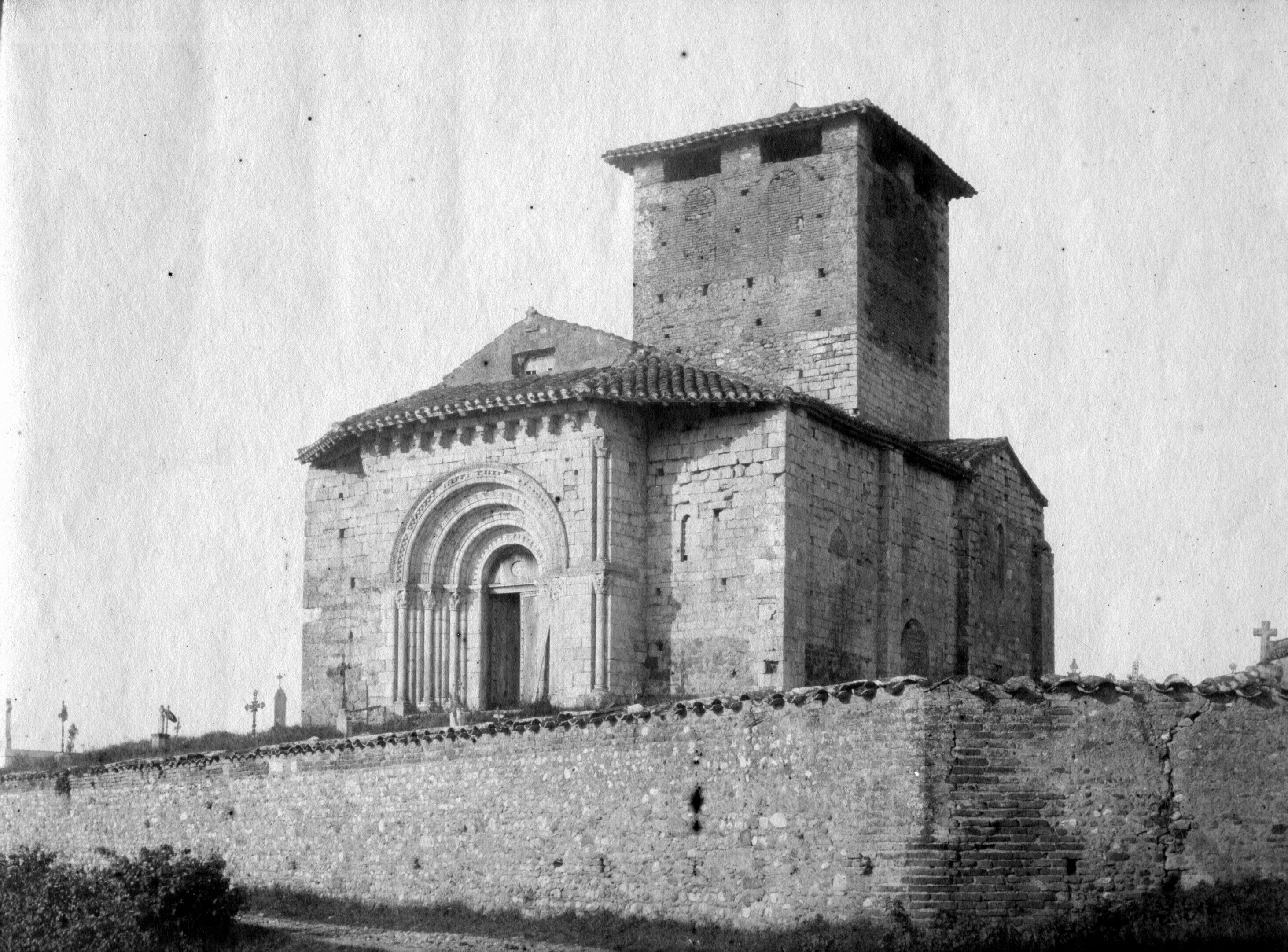
1884, par Eugène Trutat